# Ivànov (obra de teatre)
Ivànov (en rus Иванов: драма в четырёх действиях) és una obra de teatre en quatre actes del dramaturg rus Anton Txèkhov. Ha estat traduïda al català per Nina Avrova i Joan Casas i publicat el 1998 per l'Institut del Teatre a Anton Txèkhov: Teatre complet I (ISBN 84-7794-547-0).

## Argument

### I Acte
L'obra conta la història de Nikolai Ivànov, un home que lluita per recuperar la seva antiga glòria. Durant els últims cinc anys, ha estat casat amb Anna Petrovna, que ha contret una greu malaltia. La finca d'Ivànov està dirigida per un parent llunyà, Mikhaïll Borkin. El metge, Ievgueni Lvov, un home "honest" com sovint recorda a la resta de l'elenc, informa a Ivànov que la seva esposa s'està morint de tuberculosi i que necessita recuperar-se anant a Crimea. Desafortunadament, Ivànov no pot, i no vol, pagar el viatge. Està molt endeutat i ja deu a Zinaída Lébedeva 9.000 rubles. Ivànov és criticat per la falta de cor i per passar temps amb els Lébedev en lloc de la seva esposa greument malalta. Al final del primer acte, Ivànov es visitarà a Zinaída Lébedeva i al seu marit Pavel Lébedev, president del Zemstvo local i sense saber-ho és seguit per Anna i Lvov.

### II Acte
S'obre amb una festa a casa dels Lébedev, i apareixen amb diverses persones parlant d'Ivànov. Diuen que el seu únic motiu per a casar-se amb Anna va ser obtenir el seu gran dot; No obstant això, quan es va casar amb ell, es va veure obligada a convertir-se del judaisme a l'església ortodoxa russa i va ser desheretada. Per part seva, es revela que Saixa, filla dels Lébedev, està enamorada d'Ivànov. Es llança sobre aquest i ell és incapaç de resistir i tots dos es besen. Desafortunadament, Anna arriba inesperadament just en aquest moment i és testimoni la traïció.

### III Acte
Lébedev li demana a Ivànov que faci front als deutes que té contretes. Per part seva, Lvov li fa veure a Ivànov que està tractant a Anna d'una manera despietada. Apareix llavors Saixa, preocupada per la negativa d'Ivànov a tornar a visitar-la des de l'incident al final del segon Acte. L'acte acaba amb Anna tirant en cara a Ivànov les seves mentides i menyspreus. En el fragor de la disputa, en un rampell d'ira, li revela que aviat morirà i ella es descompon de la sorpresa i dolor.

### IV Acte
Ha transcorregut un any. Anna ha mort, Saixa i Ivànov preparen les seves noces. Quan s'iniciarà la cerimònia, apareix Lvov, planejant revelar les intencions "malvades" d'Ivànov, perquè està convençut que Ivànov es casa amb Satxa pel dot. Lvov fa l'acusació públicament i encara que altres personatges han expressat anteriorment dubtes, en aquest moment, tots salten en defensa d'Ivànov i desafien a duel a Lviv. Ivànov, que troba tota la situació divertida, desenfunda la seva arma. Saixa s'adona del que està a punt de fer, però no pot detenir-lo: Ivànov escapa de la multitud i es dispara a si mateix, donant fi a l'obra.

## Representacions destacades
Ivànov va ser interpretat per primera vegada el 19 de novembre de 1887, quan Fiódor Korsh, amo del Teatre Korsh de Moscou, va encarregar a Txèkhov que escrivís una comèdia. Txèkhov, no obstant això, va respondre amb un drama de quatre actes, que va escriure en deu dies. Malgrat l'èxit de la seva primera actuació, la producció va disgustar al propi Txèkhov. En una carta al seu germà, va escriure que "no va reconèixer les primeres línies com a pròpies" i que els actors "no coneixen el guió i diuen ximpleries". Irritat per aquest fracàs, Txèkhov va fer modificacions en l'obra. En conseqüència, la versió final és diferent d'aquesta primera actuació. Després d'aquesta revisió, va ser interpretada en Sant Petersburg en 1889. La versió revisada de Txèkhov va ser un èxit i va oferir una bestreta de l'estil i dels temes de les seves obres mestres posteriors.
L'obra es va estrenar en Broadway el 20 de novembre de 1923. Amb posterioritat s'ha reposat en diverses ocasions podent esmentar-se el muntatge d'en 1997, en el Vivian Beaumont Theatre, dirigida per Gerald Gutiérrez i interpretada per Kevin Kline (Ivànov), Jayne Atkinson (Anna), Rob Campbell (Lvov), Hope Davis (Saixa), Max Wright (Pavel) i Marian Seldes (Zinaída). I el de 2012 a l'Off-Broadway amb Ethan Hawke i Joely Richardson encapçalant el cartell.
Estrenada a França el 1962 al Petit Théâtre de París, dirigida per Sacha Pitoëff i comptant en cartell amb el mateix Pitoëff, Luce Garcia-Ville i Harry-Max. Amb posterioritat s'ha reposat en diverses ocasions, destacant en 1970, amb Michel Vitold (Ivànov).
A Espanya no es va representar fins a 1983. Amb direcció de Domingo Miras, es va interpretar al Teatro María Guerrero de Madrid, amb Juan Diego (Ivànov), Emma Cohen (Anna), Juan Echanove, Fernando Hilbeck, Iñaki Aierra, Ángeles Torres, Mercedes Guillamón, Concha Gómez Conde, Jorge Bosso, Rafael Lamata, José Carlos Vázquez i Luis Santonyo.
Al Regne Unit s'ha representat en diverses ocasions. Cal esmentar: el muntatge de 1965, dirigit per John Gielgud i interpretada pel mateix Gielgud en el paper d' Ivànov, Vivien Leigh com Anna, Claire Bloom com Sasha i John Merivale com Lvov; per la Royal Shakespeare Company en 1976, a l'Aldwych Theatre de Londres, amb John Wood (Ivànov), Mia Farrow (Saixa) i Kenneth Cranham (Lvov); la versió de la Prospect Theatre Company (1978), amb Derek Jacobi en el paper principal, acompanyat per Eileen Atkins i Brenda Bruce; en 1996, a l'Almeida Theatre, de Londres, amb Ralph Fiennes (Ivànov) i Harriet Walter (Anna);; finalmente fue representada en el Wyndham's Theatre de Londres en 2008, contando en elenco con Kenneth Branagh (Ivánov), Tom Hiddleston (Lvov), Andrea Riseborough (Sasha), Kevin McNally (Lébedev), Gina McKee (Anna Petrovna) y Malcolm Sinclair.
En català ha estat representada el 2017 al Teatre Lliure sota la direcció d'Àlex Rigola i amb un repartiment compost per Joan Carreras (Ivànov), Nao Albet (Lvov) Andreu Benito (Lébédev), Pep Cruz (Txavelski), Sara Espígul (Anna Petrovna), Vicky Luengo (Saixa), Sandra Monclús (Savixna), Àgata Roca (Babakina) i Pau Roca (Borkine).